# Sint-Luciakerk (Mierlo-Hout)
De Sint-Luciakerk is de parochiekerk van Mierlo-Hout in de Nederlandse plaats Helmond (provincie Noord-Brabant) en is gewijd aan Lucia van Syracuse.

## Geschiedenis
De aanbesteding tot de bouw van de kerk vond plaats op 9 mei 1895. De opdracht voor de bouw werd gegund aan de laagste inschrijver G. Mestrum uit Venlo voor ongeveer 30.000,- gulden. In oktober 1895 werd begonnen met het leggen van de fundamenten en met de eigenlijke bouw werd gestart in april 1896.   
De architect was de in die tijd bekende kerkenbouwer Caspar Franssen uit Roermond, die voor de bouw van de kerk in Brussel in 1897 een gouden medaille 'voor de mooiste dorpskerk' kreeg. De kerk werd op 1 mei 1897 opgeleverd en op 16 mei van datzelfde jaar ingezegend door bouwpastoor Nicolaas Franciscus Elsen.   